# キシナウ市電
キシナウ市電（ロシア語: Кишинёвский трамвай、ルーマニア語: Tramvaiul din Chişinău）は、かつてソビエト連邦（現：モルドバ）のキシナウ市内に存在した路面電車。ソビエト連邦時代の1961年に廃止された。

## 概要・歴史
キシナウ市内を走る最初の軌道交通は、ロシア帝国時代の1895年に開通した2系統の馬車鉄道だった。1888年4月にキシナウ市議会によって建設が決定した後、道路整備も含めた大規模な工事が8年かけて実施された経歴を有し、1日の収入は12,000 - 18,000ルーブルを記録した。その後路線網は拡大を続けた一方、1890年代以降キシナウ市では馬車鉄道よりも利便性に優れた路面電車の導入の検討が始まり、契約内容に関する対立はあったものの、1911年4月2日にベルギーの合資会社との間に建設や運営に関する契約が結ばれた。そして1913年からキシナウ市内の軌道交通は路面電車に置き換えられた。
ロシア革命を経てキシナウを含むベッサラビア地方がルーマニアに併合されていた1918年から1930年の間、キシナウ市電にはキシナウ駅や市内各地を結ぶ4系統の路線網が存在し、両運転台の2軸車が使用されていた。当時は契約に基づきベルギーの合資会社による運営が行われ、収入の一部をキシナウ市側が受け取る形となっていた。また、電力はキシナウ市が所有する発電所の電気を用いる形となっていたが、キシナウ市側と合資会社側で電気代を巡る論争が頻発し、当時の新聞の風刺画の題材となるほどだった。

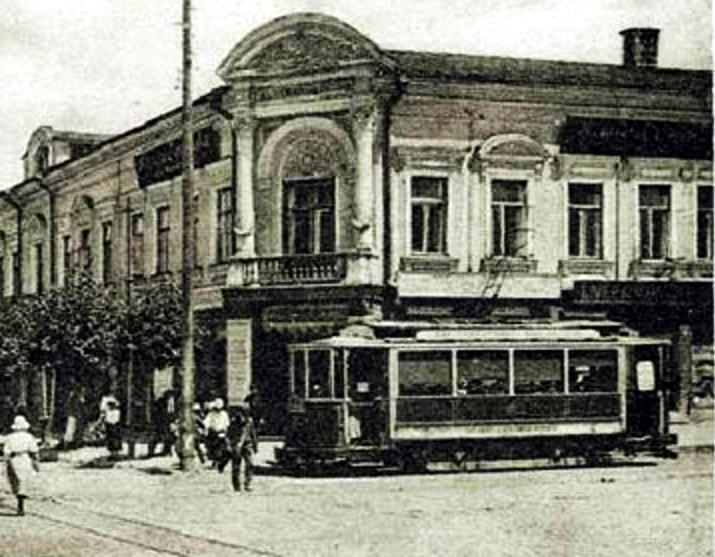
1920年代のキシナウ市電
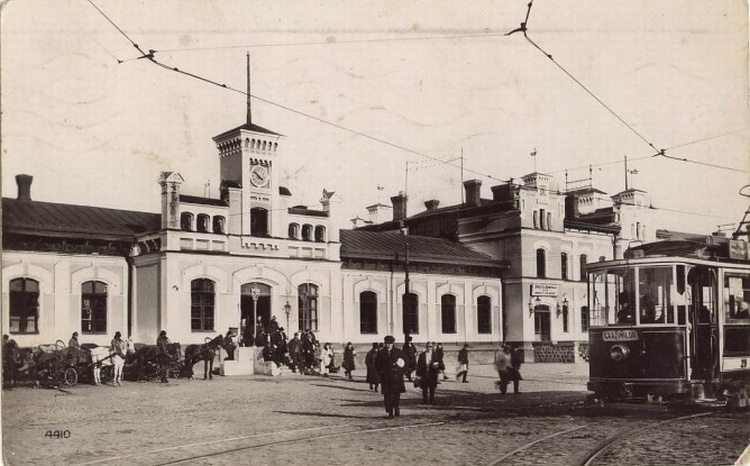
キシナウ駅前の路面電車（1936年撮影）
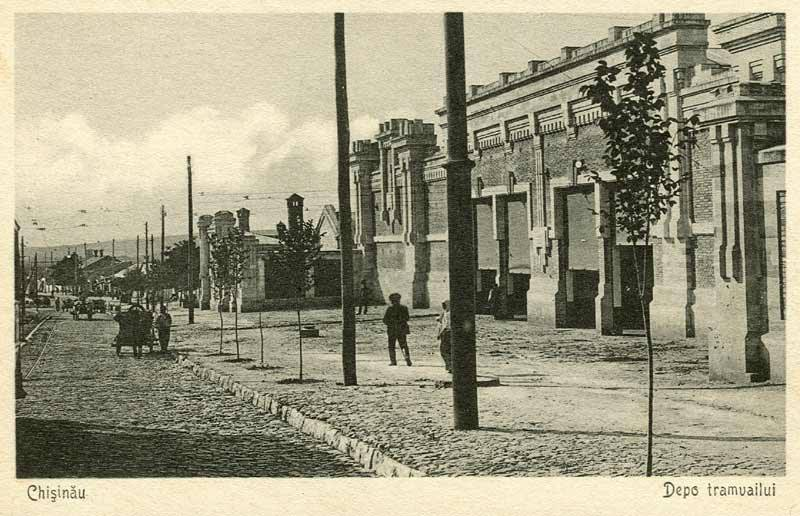
キシナウ市電の車庫

第二次世界大戦（大祖国戦争）中の1940年にベッサラビア地方はソビエト連邦（ソ連）の統治下に置かれ、路面電車も社会主義体制への移管によりキシナウ市による運営となった。だが、直後にキシナウはドイツ軍によって占領され、1944年に解放されたものの、その間に路面電車の車両や施設はドイツ軍撤退時に徹底的に破壊され、全路線の運行が再開されたのは1946年となった。
戦後、キシナウが急速な復興・発展を遂げる中で路面電車の年間利用客数も900万人を記録し、東ドイツ製の新型電車の導入も行われた。だが、増え続ける乗客に路面電車の輸送力では対応が難しいと判断したキシナウ市議会は、1949年10月から営業運転を開始したトロリーバス（キシナウ・トロリーバス）によって路面電車を置き換える事を決定した。そして同年から各系統の撤去が始まり、1961年をもってキシナウ市内から路面電車は姿を消した。廃止に伴い、在籍していた車両の一部がリヴィウ市電などソ連各都市へ譲渡された他、残りの車両についても倉庫や物置小屋として全て売却された。

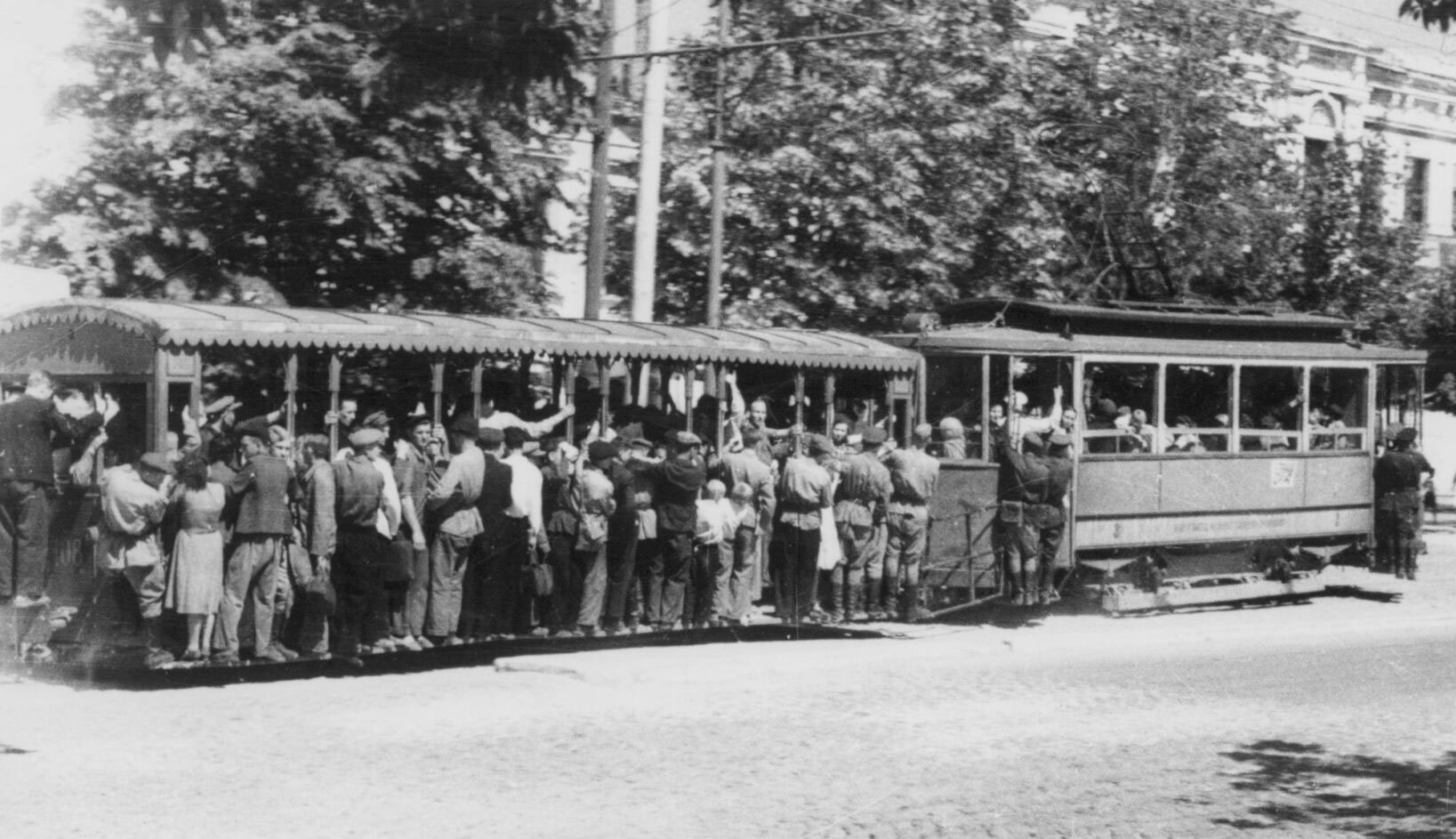
大混雑する戦後のキシナウ市電（1947年撮影）

2020年現在、馬車鉄道時代に使用されていた客車を復元した車両がキシナウ交通博物館に保存されている他、この博物館の建物は路面電車を所有していたベルギーの合資会社が1913年から1916年まで本社として使っていたものである。また、電化時に建造された車庫の建物も2020年の時点で現存しており、モルドバ科学アカデミーが認定するキシナウ市内の歴史・文化記念物の1つに選ばれている。電車については現存する車両は存在しないものの、譲渡先の1つであったリヴィウ市電で使用されていたタトラT4が2014年以降キシナウ市内に保存されている。

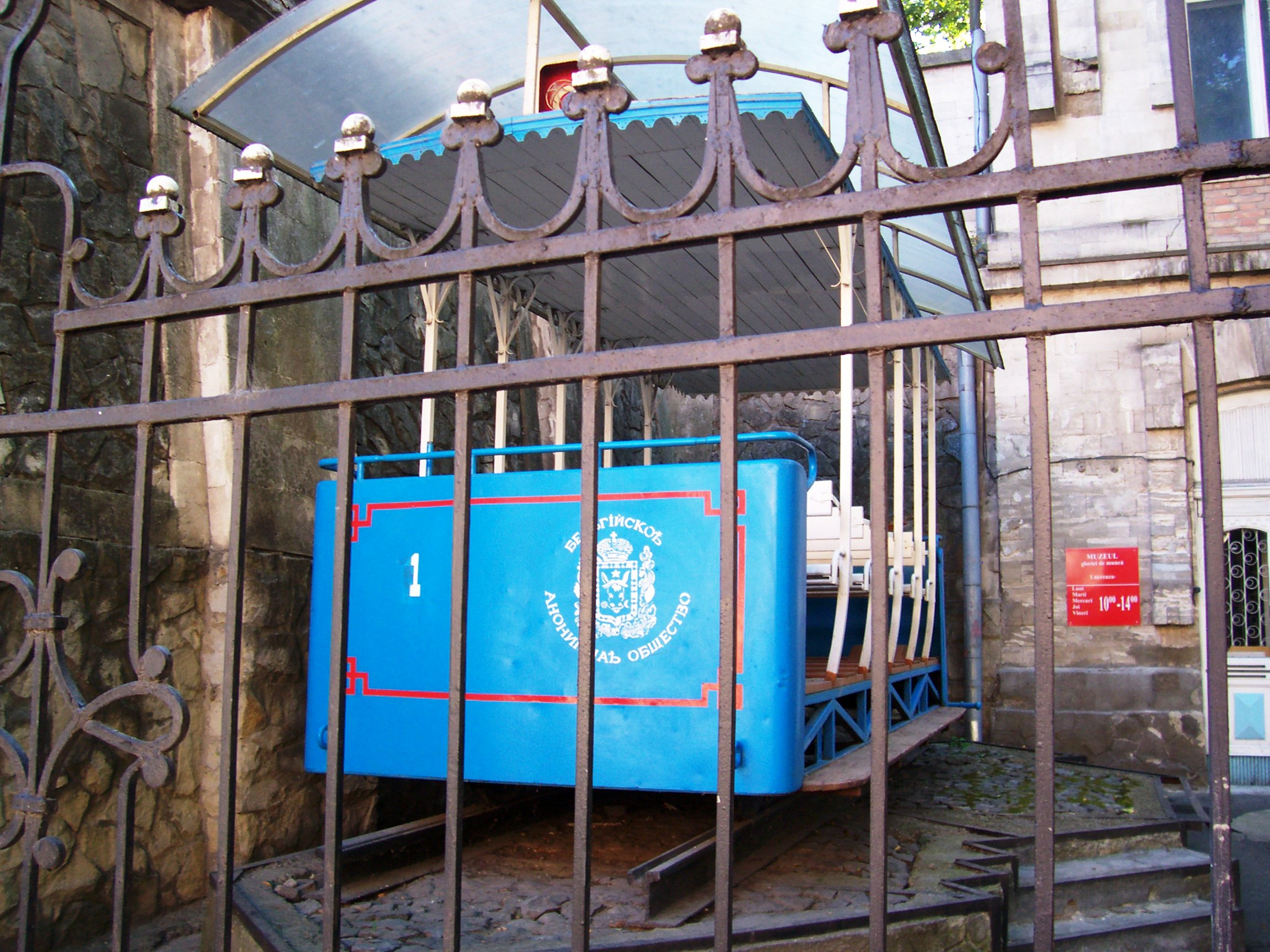
キシナウ交通博物館に保存されている客車（2011年撮影）
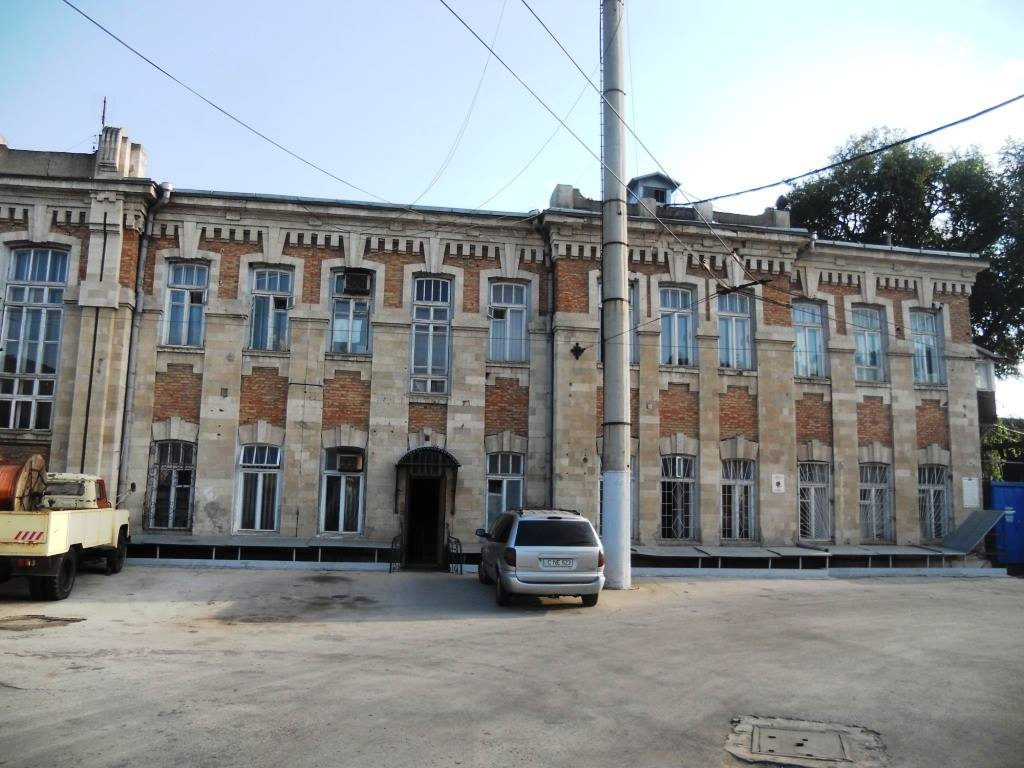
現存するキシナウ市電の車庫の建物（2015年撮影）